# Agelena agelenoides
Agelena agelenoides là một loài nhện trong họ Agelenidae.
Loài này thuộc chi Agelena. Agelena agelenoides được Charles Athanase Walckenaer miêu tả năm 1842.